# Beaufort-en-Santerre
Beaufort-en-Santerre je francouzská obec v departementu Somme v regionu Hauts-de-France. V roce 2013 zde žilo 203 obyvatel.

## Poloha
Sousední obce jsou: Caix, Folies, Le Quesnel, Vrély a Warvillers.

## Vývoj počtu obyvatel
Počet obyvatel